# Master Class (pièce de théâtre)
Pour les articles homonymes, voir Classe de maître.
Master Class (titre original) est une pièce de théâtre américaine de Terrence McNally, créée à Broadway en 1995.

## Argument
Dans les années 1970, une classe de chant à des étudiants en art lyrique, par la cantatrice Maria Callas (1923-1977). 

## Personnages
- Maria Callas, pédagogue
- Étudiants et pianiste accompagnateur

## Fiche technique
- Titre original : Master Class
- Auteur : Terrence McNally
- Musique de scène : Extraits d'opéras de Vincenzo Bellini (Oh! Se una volta sola... Ah! non credea mirarti de La sonnambula), Giacomo Puccini (Recondita armonia de Tosca) et Giuseppe Verdi (Nel di della vittoria... Vieni! t'affretta! de Macbeth)
- Mise en scène : Leonard Foglia (en)
- Costumes : Jane Greenwood
- Date de la première représentation : 5 novembre 1995
- Date de la dernière représentation : 29 juin 1997
- Nombre de représentations : 598
- Lieu des représentations : John Golden Theatre, Broadway

## Distribution originale
- Zoe Caldwell (1995-1996), puis Patti LuPone (1996-1997), puis Dixie Carter (1997) : Maria Callas
- Audra McDonald (1995-1996) : Sharon Graham, soprano
- Karen Kay Cody (1995-1996) : Sophie DePalma, soprano
- David Loud (en) (1995-1996) : Manny
- Jay Hunter Morris (en) (1995-1997) : Anthony « Tony » Candolino, ténor
- Michael Friel : Emmanuel Weinstock, pianiste accompagnateur

## Reprises (sélection)
- 1996-1997 : Master Class, adaptation de Pierre Laville, mise en scène de Roman Polanski, avec Fanny Ardant puis Marie Laforêt (Maria Callas) (Théâtre de la Porte-Saint-Martin, Paris)
- 1998 : Master Class - Les Leçons de Callas, adaptation de Pierre Laville, mise en scène de Philippe Volter, avec Jacqueline Bir (Maria Callas) (Théâtre royal du Parc, Bruxelles)
- 1999 : Master Class, adaptation de Pierre Laville, mise en scène de Didier Long, avec Marie Laforêt (Maria Callas) (Théâtre Antoine, Paris)
- 2008-2009 : Master Class : Maria Callas, adaptation de Pierre Laville, mise en scène de Didier Long, avec Marie Laforêt (Maria Callas) (Théâtre de Paris)
- 2010 : Les Leçons de Maria Callas, adaptation de Michel Tremblay, mise en scène de Denise Filiatrault, avec Louise Marleau (Maria Callas) (Théâtre du Rideau vert, Montréal)
- 2011 : Master Class, 67 représentations, avec Tyne Daly (Maria Callas) (Broadway)

## Récompenses (production originale)
- 1996 : Trois Tony Awards
  - De la meilleure pièce, pour Terrence McNally ;
  - De la meilleure actrice dans une pièce, pour Zoe Caldwell ;
  - Et de la meilleure actrice de second rôle dans une pièce, pour Audra McDonald.
- 1996 : Deux Drama Desk Awards
  - De la meilleure pièce, pour Terrence McNally ;
  - Et de la meilleure actrice dans une pièce, pour Zoe Caldwell.
- 1996 : Theatre world Award, pour Karen Kay Cody.